# 87North製片公司
87North製片公司（英語：87North Productions）是由大衛·雷奇和凱莉·麥考密克（Kelly McCormick）創立的美國電影公司，專注於動作片的製作；著名作品如《無名弒》（2021年）和《子彈列車》（2022年）。在87North之前，雷奇與查德·史塔赫斯基共同成立了87Eleven，出產了《捍衛任務》等知名作品，而87North則是雷奇與麥考密克獨立經營的分公司。

## 歷史
曾擔任特技演員的大衛·雷奇與查德·史塔赫斯基成立了電影製作兼特技培訓公司87Eleven，兩人在2014年合作執導《捍衛任務》而打響名號後，繼續透過87Eleven拍攝電影。雷奇2019年4月22日與妻子兼創意夥伴凱莉·麥考密克（Kelly McCormick）成立了新的製片公司——87North；雷奇專注於創意方面，而麥考密克負責故事開發、演員和其他大場面元素。除了電影製作外，87North也專門為好萊塢提供特技培訓和設計，還協助特技界培養新人才。87North位於加利福尼亚州圣莫尼卡日落大道上一座經過改建的教堂，與原本的87Eleven（位於埃尔塞贡多）相差不遠。
公司與環球影業合作有著優先合作協議。2019年從勝圖娛樂手中收購了《無名弒》的版權，該片由鮑勃·奧登科克主演，於2021年上映，口碑優良。同在2019年，87North為Netflix開拍由瑪麗·伊莉莎白·文斯蒂德主演的《絕命凱特》（2021年），雷奇和麥考密克早在2017年就開始投入此項目（此時87North尚未成立）。
2022年，87North帶來了兩部電影作品——《子彈列車》和《暴戾夜》，分別由布萊德·彼特、大衛·哈伯主演，其中《子彈列車》由雷奇親自執導。同年，根據與環球影業的優先合作協議，雷奇再次親自執導了雷恩·葛斯林主演、改編自1980年代電視劇的《特技玩家》，定於2024年上映。

## 作品列表

### 電影
| 年份 | 標題           | 導演                   | 美國發行商         | 預算               | 票房       |
| ---- | -------------- | ---------------------- | ------------------ | ------------------ | ---------- |
| 2021 | 《無名弒》     | 伊利亞·奈舒勒          | 環球影業           | 1600萬美元         | 5750萬美元 |
| 2021 | 《絕命凱特》   | 賽德瑞克·尼可拉斯-托楊 | Netflix            | 2500萬美元         | 不適用     |
| 2022 | 《子彈列車》   | 大衛·雷奇              | 索尼影視娛樂       | 8590萬～9000萬美元 | 2.39億美元 |
| 2022 | 《暴戾夜》     | 湯米·維爾柯拉          | 環球影業           | 2000萬美元         | 7660萬美元 |
| 2024 | 《特技玩家》   | 大衛·雷奇              | 環球影業           | 1.25億～1.5億美元  | 1.81億美元 |
| 2025 | 《狠狠愛》     | 強納森·尤塞比歐（Jonathan Eusebio）    | 環球影業           | 1800萬美元         | 1760萬美元 |
| 2025 | 《無名弒2》    | 提摩·塔堅德            | 環球影業           | 2500萬美元         |            |
| 2026 | 《如何抢银行》 | 大衛·雷奇              | 亞馬遜米高梅工作室 |                    |            |
| TBA  | 《芭蕾超速》   | 薇姬·朱森              | 亞馬遜米高梅工作室 |                    |            |

## 外部連結
- 87North製片公司的Instagram帳戶
- 87North製片公司的X（前Twitter）